# NGC 6047
NGC 6047 је елиптична галаксија у сазвежђу Херкул која се налази на NGC листи објеката дубоког неба.
Деклинација објекта је + 17° 43' 47" а ректасцензија 16h 5m 9,0s. Привидна величина (магнитуда) објекта NGC 6047 износи 13,7 а фотографска магнитуда 14,7. NGC 6047 је још познат и под ознакама MCG 3-41-87, CGCG 108-111, DRCG 34-62, PGC 57033.